# Gruppo di famiglia in un interno
Gruppo di famiglia in un interno è un film del 1974, diretto da Luchino Visconti con Burt Lancaster, Helmut Berger e Silvana Mangano.

## Trama
Un professore statunitense sessantenne vive ritirato tra libri e quadri nella sua casa in un antico palazzo di Roma, ereditato dalla madre italiana. Un giorno la sua quiete viene turbata dall'insistenza della marchesa Bianca Brumonti, separata dal marito, la quale riesce a farsi affittare dal professore l'appartamento al piano di sopra per darlo al suo giovane amante e mantenuto Konrad.
Tra Konrad, la marchesa, sua figlia Lietta e il suo compagno Stefano viene a formarsi un singolare gruppo di famiglia, nel quale l'anziano gentiluomo viene forzato a entrare, salvo poi accorgersi alla fine che quest'intrusione ha significato per lui un ritorno alla vita e alle relazioni umane.
Il tragico suicidio di Konrad riporterà l'ordine iniziale nella vita del professore, ma lasciandolo anche più consapevole della morte che s'avvicina.

## Ispirazione
Il personaggio del professore interpretato da Burt Lancaster è dichiaratamente ispirato alla figura di Mario Praz. Del resto, il nome inglese del film (Conversation Piece) cita le Scene di conversazione di Praz (libro pubblicato nel 1971 per l’editore Bozzi) e questi ammise poi di esservisi riconosciuto. Si tratta di un'ascendenza che la critica ascrive alla comune sensibilità verso la teatralità degli atteggiamenti.

## Casting
Prima ancora che le riprese iniziassero, vennero messe in circolazione le foto del provino della quindicenne Claudia Marsani senza camicetta, e si arrivò persino a chiederne conto al regista. Il quale rispose semplicemente: "Oh bella, ho fatto togliere la camicetta alla ragazzina perché deve fare una scena di nudo nel film, e volevo essere sicuro che fosse bella anche svestita".
Il ruolo della marchesa Bianca Brumonti era stato inizialmente proposto dal regista ad Audrey Hepburn la quale declinò, affermando di non voler legare il suo nome a un ruolo torbido e immorale come quello.

## Colonna sonora
La colonna sonora contiene, oltre al tema musicale tratto dalla sinfonia concertante e all'aria per soprano Vorrei spiegarvi, oh Dio di Wolfgang Amadeus Mozart, anche brani di musica leggera: Desiderare e Momenti si momenti no di Caterina Caselli e Testarda io di Iva Zanicchi.

## Accoglienza
Il film si piazzò al ventesimo posto della classifica italiana dei film più visti della stagione 1974-1975.

## Omaggi
Nel 2013, nel documentario Ritratto di sceneggiatore in un interno diretto da Rocco Talucci, lo sceneggiatore Enrico Medioli, insieme a Claudia Cardinale, Caterina D'Amico e Giorgio Ferrara, racconta la genesi della pellicola e quali suggestioni letterarie ci sono dietro alcuni personaggi del film.

## Riconoscimenti
- David di Donatello 1975
  - Miglior film a Luchino Visconti
  - Miglior attore straniero a Burt Lancaster
- Nastri d'argento 1975
  - Regista del miglior film a Luchino Visconti
  - Migliore produzione a Rusconi Film
  - Miglior attrice debuttante a Claudia Marsani
  - Migliore fotografia a Pasqualino De Santis
  - Migliore scenografia a Mario Garbuglia
  - Candidatura Migliore soggetto a Enrico Medioli
  - Candidatura Migliore sceneggiatura a Suso Cecchi D'Amico, Enrico Medioli e Luchino Visconti
  - Candidatura Migliore attrice protagonista a Silvana Mangano
  - Candidatura Migliore colonna sonora a Franco Mannino
- 1975 - Seminci
  - Espiga de oro a Luchino Visconti
- 1978 - Awards of the Japanese Academy
  - Miglior film straniero